# Andrea Masi
Pour les articles homonymes, voir Masi.

a Compétitions nationales et continentales officielles uniquement.

b Matchs officiels uniquement.
Dernière mise à jour le 13 juin 2023.
Andrea Masi, né le 30 mars 1981 à L'Aquila (Italie), est un ancien joueur italien de rugby à XV. Il compte 95 sélections avec l'équipe d'Italie, évoluant principalement au poste de centre.

## Biographie
Andrea Masi commence sa carrière au sein de l'élite italienne à l'âge de 16 ans avec le club de sa ville natale, L'Aquila. Il accède rapidement à l'équipe d'Italie à l'âge de 18 ans, le 26 août 1999, à l'occasion d'un match amical contre le XV d'Espagne. 
Il est ensuite ignoré par le sélectionneur Brad Johnstone, puis fait son retour sous les ordres de John Kirwan. Il participe à trois matches du Tournoi des six nations 2003 puis il est sélectionné pour participer à la Coupe du monde de rugby à XV 2003. 
Cette même année 2003, il quitte L'Aquila pour rejoindre les rangs de Viadana. Il y reste jusqu'en 2006 et s'engage alors avec le Biarritz olympique. Avec le club basque il atteint la demi-finale du Top 14 en 2007 mais ne remporte finalement aucun trophée.
En 2009, il signe au Racing Métro 92 mais échoue une nouvelle fois dans la conquête du Brennus : le club parisien est éliminé en barrages en 2010 puis en demi-finale en 2011. 
Le 10 juin 2011, Masi retourne en Italie au sein de l'équipe d'Aironi qui dispute la Celtic League. 
Aironi disparu, il s'engage l'année suivante pour les London Wasps. En juin 2016, après une saison sans jouer, il annonce sa retraite sportive en raison de difficultés à se remettre de sa rupture du tendon d'Achille gauche survenue lors de la Coupe du monde 2015.
Il se reconvertit en tant qu'entraîneur au sein de l'académie des Wasps, avant de rejoindre Trévise en janvier 2021 en tant que responsable de la ligne d'attaque. En juin 2023, le RC Toulon annonce son arrivée en tant qu'entraîneur des arrières.

## Carrière

### En club
- 1997-2003 : L'Aquila
- 2003-2006 : Arix Viadana
- 2006-2009 : Biarritz olympique
- 2009-2011 : Racing Métro 92
- 2011-2012 : Aironi Rugby
- 2012-2016 : London Wasps

### En équipe nationale

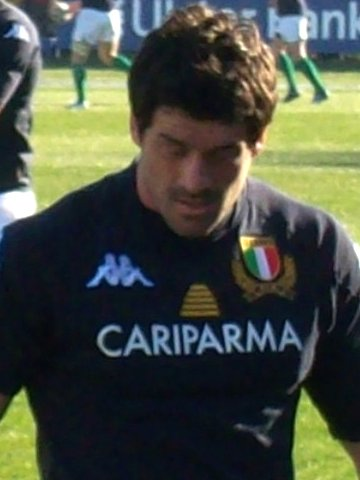
Masi avec l'Italie.

Il a honoré sa première cape internationale en équipe d'Italie le 26 août 1999 contre l'équipe d'Espagne à L'Aquila. Puis il n'est réapparu qu'en 2003 en équipe nationale, où il s'est imposé.
Évoluant principalement à l'arrière de l'équipe d'Italie lors du tournoi des six nations 2011, il est élu meilleur joueur de la compétition devant son compatriote Fabio Semenzato, l'Irlandais Sean O'Brien et l'Anglais Toby Flood. Il avait été élu homme du match lors de la retentissante victoire de l'Italie sur la France (22 - 21) lors de la 4e journée du tournoi au Stadio Flaminio à Rome.
Sélectionné en équipe nationale pour la Coupe du monde 2015, sa quatrième, il est titulaire lors du premier match italien disputé contre la France. À la dixième minute du match, il subit une rupture du tendon d'Achille gauche. Cette blessure met un terme à sa coupe du monde.

## Palmarès
- Vainqueur de Trophée Giuseppe Garibaldi 2011 ;
- 95 sélections depuis 1999 ;
- 13 essais (65 points) ;
- Sélections par année : 1 en 1999, 9 en 2003, 6 en 2004, 8 en 2005, 4 en 2006, 7 en 2007, 9 en 2008, 2 en 2009, 9 en 2010, 9 en 2011, 8 en 2012, 8 en 2013, 7 en 2014, 8 en 2015
- Tournois des Six Nations disputés : 2003, 2004, 2005, 2007, 2008, 2010, 2011, 2012, 2013, 2014, 2015

En coupe du monde :
- 2003 : 4 sélections (Nouvelle-Zélande, Tonga, Canada, pays de Galles)
- 2007 : 4 sélections (Nouvelle-Zélande, Roumanie, Portugal, Écosse), 2 essais (contre le Portugal)
- 2011 : 4 sélections (Australie, Russie, États-Unis et Irlande).
- 2015 : 1 sélection (France)